# پسران گمشده (پیتر پن)
پسران گمشده (انگلیسی: Lost Boys) شخصیت‌هایی از نمایشنامه جیمز بری هستند. آن‌ها پسرانی هستند که وقتی پرستار به طرف دیگر نگاه می‌کند از کالسکه‌هایشان بیرون می‌افتند و اگر هفت روز دیگر پیدا نشوند، به دوردست‌ها به سرزمین نورلند (ناکجا آباد) فرستاده می‌شوند، جایی که پیتر پن کاپیتان آنهاست.
دختران گمشده وجود ندارد زیرا، همانطور که پیتر پن توضیح می دهد، دختران آنقدر باهوش هستند که نمی توانند از کالسکه خود بیفتند.

## پسران گمشده اصلی
توتلز به عنوان بدبخت ترین و فروتن ترین گروه توصیف می شود، زیرا "چیزهای بزرگ" و ماجراهای زمانی اتفاق می افتد که "او از گوشه و کنار رفته است." با این حال این طبیعت او را ترش نکرده بلکه شیرین کرده است. او کسی است که پس از اینکه تینکر بل به آنها می گوید وندی پرنده ای است که پیتر می خواهد او را بکشد، با تیر و کمان به وندی شلیک می کند. وقتی توتلز متوجه اشتباه خود می شود، از پیتر می خواهد که او را بکشد. اما وندی زنده می ماند و توتلز در امان می ماند. توتلز اولین کسی است که وقتی وندی می خواهد به لندن بازگردد از او دفاع می کند. زمانی که پیتر کشتی دزدان دریایی کاپیتان هوک را تصاحب می کند، توتلز جای اسمی را به عنوان قایق سوار می گیرد. در پایان رمان، او با وندی و دیگر پسران گمشده به لندن بازمی‌گردد و در نهایت بزرگ می‌شود تا قاضی شود.
نیبز به عنوان شاد و بدبخت توصیف می شود، احتمالاً شجاع ترین پسر گمشده. تنها چیزی که در مورد مادرش به خاطر می‌آورد این است که او همیشه یک دسته چک می‌خواست و می‌گوید که اگر می‌دانست که چیست، دوست دارد به او بدهد. او برای کار در یک اداره بزرگ می شود.
اسلایت به عنوان متکبرترین پسر در میان پسران توصیف می شود، زیرا او معتقد است که به یاد دارد زندگی قبل از "گم شدن" چگونه بوده است. با این حال، بیشتر "خاطرات" او بر اساس سوء تفاهم است: به عنوان مثال، او ادعا می کند که نام خانوادگی خود را می داند زیرا بر روی آن عبارت "Slightly Soiled" نوشته شده بود. اسلایتی یک آدم ساختگی ضعیف است، اما به نظر می رسد استعدادی در موسیقی دارد. او را به‌عنوان بریدن سوت‌ها و فلوت‌ها از شاخه‌های درختان و رقصیدن با آهنگ‌هایی که خودش می‌سازد توصیف می‌شود. او بزرگ می شود تا با یک اشراف ازدواج کند و یک لرد شود.
کرلی توسط باری به عنوان "ترشی" (کسی که به ترشی می خورد) توصیف می شود و موهای فرفری دارد، از این رو نام او را می گذارند. او خیلی باهوش نیست اما بسیار دوست داشتنی است. فرفری نیز کمی ترسو است اما قلبی مهربان دارد. کرلی بزرگ می شود تا در یک دفتر کار کند.
دوقلوها دوقلوهای اول و دوم اطلاعات کمی در مورد خود دارند، زیرا اجازه ندارند، زیرا پیتر پن نمی داند دوقلوها چیست، و هیچ پسر گمشده ای مجاز به دانستن چیزی نیست که پیتر نمی داند. دوقلوها بزرگ می شوند تا در یک دفتر کار کنند.